# Ropinirol

Strukturformel för ropinirol

Ropiniol (IUPAC-namn: 4-(2-dipropylaminoetyl)-1,3-dihydroindol-2-on, summaformel C16H24N2O) är en  dopaminreceptoragonist. Läkemedlet används för att lindra symptom vid Parkinsons sjukdom och Willis–Ekboms sjukdom.
Läkemedlet tillhandahålls under varunamnet Requip för behandling mot Parkinsons sjukdom och ADARTREL mot Willis–Ekboms sjukdom, och är receptbelagt.